# Bukama
Bukama, est une localité, chef-lieu du territoire éponyme de la province du Haut-Lomami en république démocratique du Congo.

## Géographie

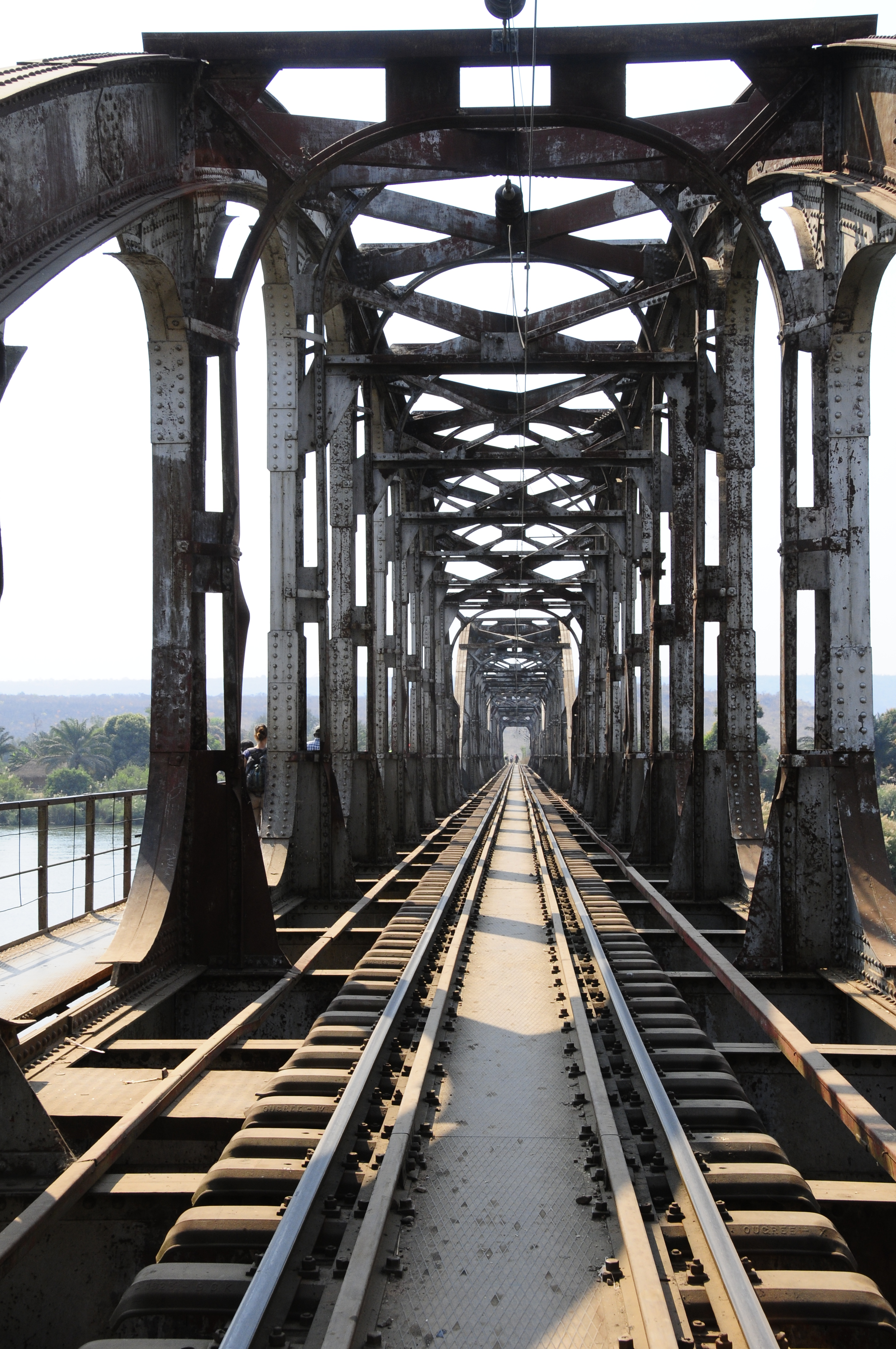
Pont ferroviaire de Bukama.

La localité port fluvial de la rive droite de la Lualaba (Haut-Congo) est située sur la route nationale No1 à 147 km au Sud-Ouest du chef-lieu provincial de Kamina.

## Histoire
Bukama selon Monsieur Maltezz (autochtone), située sur la rive droite du fleuve Lualaba dans la province du Haut-Lomami, a joué un rôle significatif dans le développement des infrastructures de transport en République démocratique du Congo.
Développement ferroviaire et construction du pont Bukama; La voie ferrée atteignit Bukama en 1918, réalisée par le Chemin de Fer du Bas-Congo au Katanga (B.C.K.), facilitant le transport des minerais du Katanga vers d'autres régions. 
Le pont ferroviaire de Bukama, achevé en 1928, est une structure en poutre Vierendeel en acier, permettant le franchissement du Lualaba par les trains. 
En 1963, après une interruption de deux ans des communications ferroviaires entre le Katanga et le reste du Congo, le Premier ministre Cyrille Adoula inaugura la réouverture du chemin de fer à Bukama et le pont routier sur le Lualaba, reconstruits avec l'aide du 20e bataillon suédois et de l'Armée nationale congolaise (ANC). 
Défis contemporains
Malgré son importance historique, le pont de Bukama fait face à des défis d'entretien. En 2017, des rapports indiquaient que cette structure, longue d'environ 250 mètres et datant de l'époque coloniale, était sur le point de s'effondrer, nécessitant une réhabilitation urgente pour assurer la sécurité des usagers et la continuité des transports. [réf. nécessaire]

## Administration
Chef-lieu territorial de 23 758 électeurs recensés en 2018, la localité a le statut de commune rurale de moins de 80 000 électeurs, elle compte 7 conseillers municipaux en 2019.

## Population
Le recensement date de 1984, l'accroissement annuel est estimé à 3,89,.
| 1984   | 2004   | 2012   |
| ------ | ------ | ------ |
| 33 094 | 60 954 | 82 688 |